# آتوس
آتوس (به انگلیسی: Atos) شرکت فناوری اطلاعات فرانسوی است، که در زمینه ارائه خدمات برون‌سپاری و مشاوره اطلاعاتی فعالیت می‌نماید.
شرکت آتوس در سال ۱۹۹۷ راه‌اندازی شد و هم‌اکنون پس از شرکت آی‌بی‌ام گلوبال سرویسز به‌عنوان دومین شرکت فناوری اطلاعات در منطقه اروپا و در مجموع هفتمین شرکت ارائه خدمات فناوری اطلاعات جهان، شناخته می‌شود. این شرکت در حال حاضر دارای عملیات در کشورهای فرانسه، آلمان، هلند، اسپانیا، هند و مراکش می‌باشد.
دفتر مرکزی شرکت آتوس در شهر بیزانس، فرانسه قرار دارد و بخشی از سهام آن در بازار بورس یورونکست معامله می‌شود.